# Wahgoshig First Nation

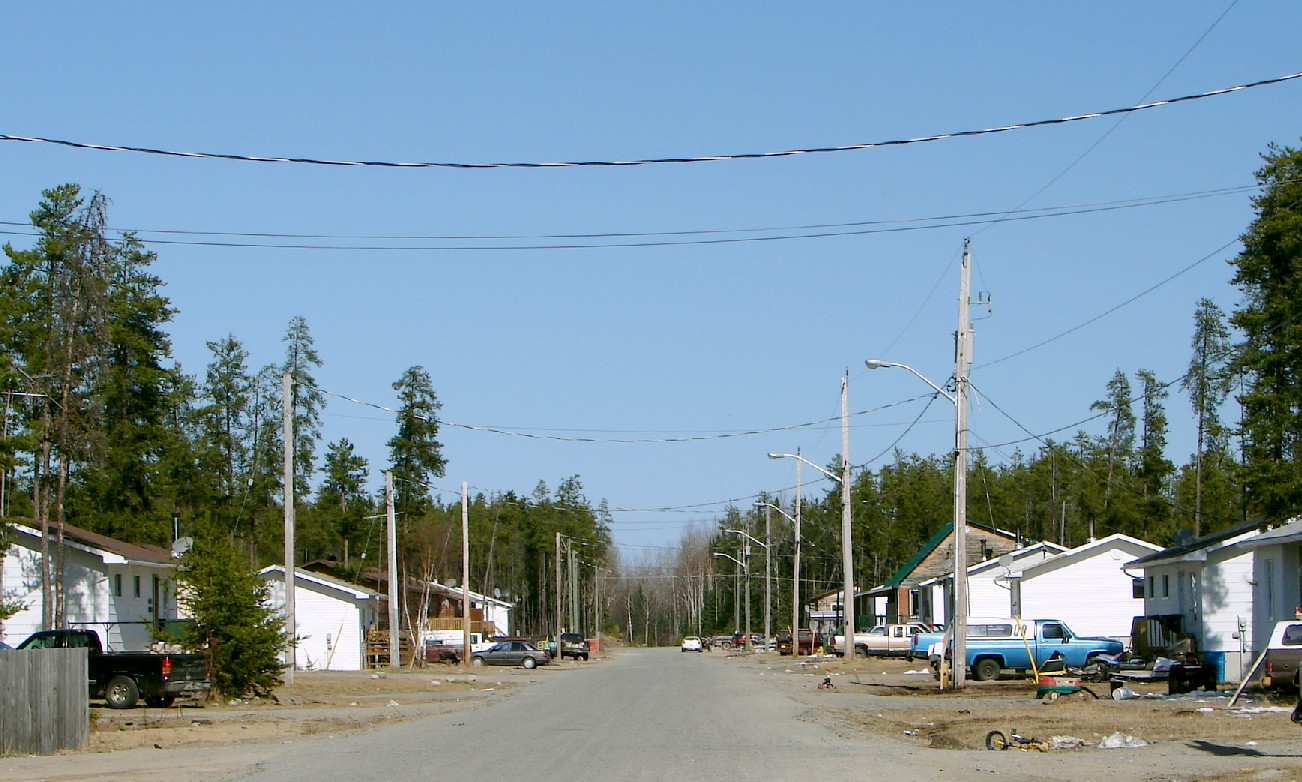
Abitibi 70 Reservat

Die Wahgoshig First Nation, früher Abitibi-Ontario Band of Abitibi Indians oder Abitibi genannt, ist eine der in Kanada lebenden ethnischen Gruppen. Die First Nation besteht mehrheitlich aus Algonkin und Anishinabe, doch gehören auch Cree zur Gemeinde. Das Traditionelle Territorium der Wahgoshig erstreckte sich auf beiden Seiten der Grenze zwischen Ontario und Québec.

## Geschichte
Französische Pelzhändler waren im 17. Jahrhundert, spätestens 1683, vor den englischen Konkurrenten in der Nähe des Lake Abitibi. Ein Sieur d'Argenteuil, Angehöriger einer der einflussreichsten Familien, erhielt eine Handelslizenz. Der Handelsposten am Lake Abitibi wurde jedoch nur gelegentlich aufgesucht. 1707 stellte ein Bericht fest, dass die Tabitibi ihre Pelze Richtung Hudson Bay brachten, um sie bei den Engländern zu verkaufen.
Einem Bericht der Hudson’s Bay Company von 1826 zufolge, kamen 68 Pelzjäger regelmäßig zu ihrem Handelsposten. Dabei nennt der Bericht insgesamt 242 Männer, Frauen und Kinder, wobei einige von ihnen Cree waren. Wann das trading captain system eingeführt wurde, durch das bei den egalitären nördlichen Algonkin erstmals eine Hierarchie etabliert wurde, ist unklar.
Die Indianer vom Lake Abitibi werden erstmals in einer Parlamentsdebatte des Jahres 1897 erwähnt. Zu dieser Zeit waren sie eine Gruppe von Jägern und Sammlern, die in ihrem Traditionellen Territorium zyklische Wanderungen unternahmen. Dabei suchten sie in jährlichen Zyklen für Fischfang, Fallenstellerei und Jagd, aber auch für Rituale und Zeremonien bedeutsame Orte auf.
Dieses Gebiet erstreckte sich nord- und nordostwärts Richtung Long Sault bis Pierre, Harris und zu den Montreuil Lakes in Ontario, auch bis nach Quebec, genauer bis Amos. Nach Süden reichte das Traditionelle Territorium bis über den Kirkland Lake in Ontario hinaus und bis Rouyn in Quebec. Etwa bei Cochrane lag die westliche Grenze.
Das Reservat sollte 1906 mit Treaty 9 entstehen, einem der Numbered Treaties, wie in Kanada die Verträge genannt werden, die nach der Staatsgründung mit den Indianervölkern geschlossen wurden. Dieser Vertrag, auch als James Bay Treaty bezeichnet, wurde am 7. Juni 1906 am Lake Abitibi in einem Posten der Hudson’s Bay Company unterzeichnet. Darin wurden 19.239 ha als Reservat vorgesehen. Da ihr Traditionelles Gebiet zum Teil in Québec lag, verweigerte die Provinzregierung jedoch später die Anerkennung.
Erst 1908 konnte die Bundesregierung erreichen, dass die Provinz Québec die Gruppe formal in Treaty 9 einschloss und ein Reservat zuerkannte. Bis heute liegen jedoch die Zuwendungen seitens der Regierung unter denen, die die anderen Treaty-9-Gruppen erhalten. Der Stamm erkannte die jeweils in der anderen Provinz lebenden Angehörigen als Stammesmitglieder an. Die Abitibi-Ontario oder Wagoshig und die Abitibi Dominion Band (Abitibiwinni) unterzeichneten im Juli 1908 den Vertrag in Abitibi Post und verzichteten damit auf ihre Rechte in der jeweils anderen Provinz.
1913 forschte der Anthropologe Frank Speck im Timiskaming Reserve bei Notre Dame du Nord im Auftrag des National Museum of Canada. Die dortigen Indianer berichteten, die Lake Abitibi Indians gehörten sprachlich und kulturell zu ihrer Gruppe. Sie selbst bezeichneten sich als anishnbek (Plural von Anishinabe), ähnlich wie Ojibway, Mississauga, Ottawa und Potawatomi.
Der Bau der Eisenbahnen in der Region zwischen 1906 und 1912, also der Temiskaming and Northern Ontario Railway North von Süden und der National Transcontinental von Osten, brachte Siedler, Händler und Schürfer ins Land. Diese brachten Krankheiten und drastische kulturelle Veränderungen mit.
Bis 1972 war das Department of Indian Affairs in Québec sowohl für die Abitibi-Dominion Band of Abitibi Indians in Quebec als auch für die Abitibi-Ontario Band of Abitibi Indians zuständig. Danach übernahm das Ministerium von Ontario, vertreten durch Indian Affairs in Sudbury, die entsprechenden Aufgaben für die Abitibi-Ontario Band. 1979 änderte die Abitibi-Dominion Band ihren Namen in Abitibiwinni First Nation, während die Gruppe in Ontario fortan Wahgoshig First Nation hieß.
Im Jahr 2000 wehrten sich die Wahgoshig gemeinsam mit der Versammlung der First Nations erfolgreich gegen die Abholzungen auf ihrem Traditionellen Territorium durch Abitibi Consolidated Inc. Ein heiliger Bezirk, der Hospital Point am Lake Abitibi, steht seither unter Schutz. Ähnliche Verhandlungen fanden 2001 bis 2004 mit der Queenston Mining Inc., Tom Exploration Inc., Falconbridge Inc., Tember Inc. (August 2003), Abitibi Cons. (Dezember 2003) und der Boulder Mining Inc. statt.
Eine eigene Gesellschaft, die Wahgosik Anishinabek Mitik Inc. wurde gegründet.

## Aktuelle Situation

### Reservat
Ihre Angehörigen leben bei Matheson im Cochrane District, der im Nordosten Ontarios liegt. Im Reservat befindet sich ein Dorf mit 25 ha Fläche, das über Highway 101 erreichbar ist. Feuchte bis sumpfige Gebiete im Westen bilden Habitate für Großsäuger wie Elche, Bären, aber auch Vogelarten wie Raufußhühner.
Wahlhäuptling oder Chief ist David Babin. Der Stamm ist Mitglied im Wabun Tribal Council, ein Häuptlingsrat der Nishnawbe Aski Nation, der die Mehrheit der Stämme im Norden Ontarios vertritt. Darüber hinaus ist er Mitglied im Algonquin Anishinabeg Nation Tribal Council seit November 2000.
Im Reservat befinden sich 37 Wohnhäuser, jüngst kam ein Stammesbüro (band office) hinzu, eine Krankenstation, ein Laden und ein Feuerwehrhaus sowie ein Lagerhaus, das als Versammlungshaus (community hall) dient.
Ein Schulbus verkehrt nach Matheson, eine Fahrt von eineinhalb Stunden. Fahrzeug und Fahrer für die Schüler der High School in Iroquois Falls werden von der First Nation gestellt.
2006 untersagte der Häuptling den Jugendhilfeorganisationen der Provinz den Zutritt zum Reservat, da der Stamm Befürchtungen hegte, die Kinder würden dem Stamm entfremdet, um dann bei Nichtindianern aufgezogen zu werden. Der zuständige Jugend- und Familienminister akzeptierte diese Entscheidung.

### Demographie
Im Reservat lebten im Januar 2008 121 der 270 Stammesmitglieder im 7.770,1 ha umfassenden Abitibi 70 Reservat am Südufer des Lake Abitibi, der Ontario und Quebec trennt. Im Februar 2010 waren durch das zuständige Ministerium 280 Menschen als Angehörige des Stammes anerkannt, davon lebten 126 im Reservat, 8 in anderen Reservaten und 142 außerhalb.

### Exploration und Schutz des Stammesterritoriums
2007 versandte die Regierung rund 1400 Energiesparpakete an zahlreiche First Nations in Ontario.
2007 einigten sich der Stamm und das Rohstoffunternehmen Apollo Gold Corporation auf ein Memorandum of Understanding bezüglich des 2002 von dem Unternehmen begonnenen Black Fox project. Dabei soll die First Nations an den auf ihrem Gebiet gemachten Goldfunden beteiligt werden, und auch Arbeitsplätze mit entsprechender Ausbildung sind vorgesehen. Chefunterhändler für die Wahgoshig war Maurice J. Kistabish.
2007 bis 2009 fanden Verhandlungen im Zusammenhang mit Holzeinschlägen mit den First Nations der Region statt. Dabei ging es um den Romeo Malette-Contingency Forest Management Plan und den für 2008–2018 vorgesehenen Nighthawk Forest Management Plan. Neben den Wahgoshig waren aufseiten der First Nations die 1. Mattagami, die Flying Post, die Matachewan First Nation und die Taykwa Tagamou Nation beteiligt.
Am 7. Februar 2009 einigte man sich feierlich mit der Constantine Metal Resources Ltd. auf ein Exploration Agreement, womit das Unternehmen Schürfrechte erhielt. Dabei geht es um die Goldprojekte Munro-Croesus (416 ha) und Four Corners (1040 ha). Im dazugehörigen Impact Benefits Agreement einigten sich Wahgoshig und das Unternehmen auf Kompensationen und Ausbildung bzw. Arbeitsplätze.
Im November 2008 gründeten Leo Alarie & Sons ein joint venture mit der Wahgoshig First Nation unter dem Namen Wahgoshig Alarie Construction. Sie arbeiten gemeinsam am Black Fox project. Dabei sind rund 30 Angestellte Angehörige der First Nation. Sie werden bei Apollo Gold mit Aufnahme der dortigen Abbautätigkeit weiter beschäftigt.
Am 14. und 15. Juni 2009 nahm David Babin für die First Nation an einer Konferenz an der Queen’s University zur Frage der Rohstoffe und der Gebiete der Ureinwohner teil (First Nations Conference on Mineral Resources and Aboriginal Lands).